# Charltona interstitialis
Charltona interstitialis là một loài bướm đêm trong họ Crambidae.